# María del Puy Alvarado
María del Puy Alvarado Landa es una productora audiovisual, productora ejecutiva, guionista y docente española. Fundó en 2006 y dirige desde entonces, la productora audiovisual Malvalanda, que obtuvo el premio Goya en 2017 al mejor cortometraje por Madre, también nominado a los premios Óscar.

## Trayectoria
Después de licenciarse por la Universidad Complutense de Madrid (UCM) en Ciencias de la Información, Publicidad y Relaciones Públicas, estudió Producción en la Escuela de Cinematografía y del Audiovisual de la Comunidad de Madrid (ECAM), donde fue alumna de la primera mujer productora de España Marisol Carnicero. Durante su estancia en la ECAM, produjo junto a Álvaro Giménez, uno de sus compañeros, Luminaria, su primer cortometraje que pasó por festivales internacionales y consiguió varios premios. También estudió en la Escuela de Formación Continua y Profesional de la Universidad de Nueva York y en el Instituto RTVE.
Tras la experiencia con Luminaria y con la intención de poner en marcha sus propios proyectos, en 2006 fundó la productora audiovisual y de eventos cinematográficos Malvalanda de la que es directora. Produjo diversos proyectos, principalmente cortometrajes con los que obtuvo numerosos premios en festivales nacionales e internacionales. Tres de ellos recibieron nominaciones a los premios Goya que otorga anualmente la Academia de las Artes y las Ciencias Cinematográficas de España: Luchadoras en 2009, Primavera Rosa en México en 2016 y Madre en 2017, dirigido por Rodrigo Sorogoyen que finalmente obtuvo el galardón. Madre fue también seleccionado para competir en 2019 en la 91.ª edición de los premios Óscar de la Academia de Artes y Ciencias Cinematográficas (AMPAS por sus siglas en inglés) en la categoría de mejor cortometraje de acción real.
Alvarado produjo también series documentales centradas en las mujeres como Mujeres por el mundo sobre la situación de la mujer en diversos países (México, Rumania, Marruecos) o bien con la intención de visibilizar a mujeres artistas, como el cortometraje documental sobre la artista contemporánea Elena Asins, en el que además colaboró en la creación siendo coescritora. A través de la serie La primavera rosa exploró la situación de los derechos del colectivo LGBT en el mundo, en países como Rusia, México, Brasil, España o Túnez. También se dedicó a trabajos comerciales. En marzo de 2007, participó en las primeras jornadas educativas que, con la intención de dar a conocer el papel de la mujer en el cine, organizó el Festival Mujeres de Cine celebrado en Granada.
En 2009, en colaboración con la también productora Penélope Cristóbal y con el apoyo del Ministerio de Cultura de España a través del Instituto de la Cinematografía y de las Artes Audiovisuales (ICAA), puso en marcha el proyecto Malvashorts, que consistía en la proyección de una selección de cortometrajes españoles con calidad técnica y artística y premiados a nivel nacional e internacional en salas comerciales de toda España para acercar al público este formato cinematográfico, habitualmente solo accesibles en festivales. Malvashorts tuvo cinco ediciones. Junto a los directores Fernando Franco y Alauda Ruiz de Azúa, participó en el Encuentro sobre experiencias en el acceso al mundo del cortometraje, en el marco de la 14 Semana del Cortometraje de la Comunidad de Madrid que tuvo lugar en 2012. En años posteriores, realizó otras colaboraciones con el festival como el taller Primer Cortometraje: Soluciones a Problemas de Dirección y Producción, que impartió en 2013 junto al director Eduardo Cardoso y algunas otras durante los siguientes años. En enero de 2017, la 15.ª edición del festival Notodofimfest lanzó los Workshops de cine, que inauguró Alvarado en MINI hub con un taller sobre la utilización de técnicas comunicativas para elaborar buenas presentaciones de los proyectos audiovisuales.
Como productora ejecutiva, participó en los largometrajes Money (2016) de Martín Rosete y The Chain, dirigido por David Martín Porras en 2019. Ese mismo año, estrenó Madre, cortometraje dirigido por Rodrigo Sorogoyen y nominado a tres premios Goya: Mejor Guion, Mejor Montaje y Mejor Actriz. Marta Nieto, protagonista de la película, ganó el Premio Orizzonti en el Festival Internacional de Cine de Venecia y el Premio Cinematográfico José María Forqué a Mejor actriz.
En vista de que, según un estudio de la Asociación de mujeres cineastas y de medios audiovisuales (CIMA), solo había un 26% de mujeres en cargos de responsabilidad dentro del sector cinematográfico de España, de que este porcentaje no aumentaba a pesar de incrementarse el número de películas y de que solo el 15% de los largometrajes estaban dirigidos por mujeres, Alvarado decidió impulsar junto al Ayuntamiento de Madrid, el I Ciclo de Cine Dirigido por Mujeres, que se celebró del 27 al 29 de diciembre de 2017, con el objetivo de visibilizar el trabajo de las mujeres directoras.
En 2019, participó con María Zamora y Chelo Loureiro en un coloquio de Coofilm, que es una residencia colaborativa para mujeres cineastas, que da protagonismo a la conciliación, dirigida por Gabriela Garcés (CIMA), sobre producción y networking, celebrado el 19 de octubre en Impact Hub Alameda. Ese mismo año protagonizó una masterclass con 200 alumnos en el encuentro de cine Reyes Abades del Festival del Cine y la Palabra, CiBRA, celebrado en octubre en el Teatro de Rojas de Toledo.
Alvarado asumió la dirección del sitio web 'Audiovisual en Femenino' hasta que dejó de estar activa. Es profesora asociada de producción en la Universidad Complutense de Madrid. Tras estar nominada al Premio Óscar por Madre, fue invitada a formar parte de la Academia de Hollywood y en la 92.ª edición fue miembro del jurado.
Tiene pendiente de estreno en España el largometraje documental El Agente Topo dirigido por Maite Alberdi, estrenado en la sección oficial Festival de Cine de Sundance 2020 y presentado en España en el Festival de Cine de San Sebastián, donde recibió el Premio Europeo del Público de la sección Perlas. La película está nominada a Mejor Iberoamericana a los premios Goya 2021 y es candidata a los Premios Óscar en Documental y Película Internacional.
En noviembre de 2020 estrenó en cines  el largometraje sobre Francisco Umbral Anatomía de un Dandy, dirigido por Charlie Arnaiz y Alberto Ortega. Tras su paso por Seminci-Festival Internacional de Valladolid, y está nominada a Mejor Documental a los premios Goya 2021.

## Premios y nominaciones
Premios Óscar
| Año  | Categoría          | Película | Resultado |
| ---- | ------------------ | -------- | --------- |
| 2019 | Mejor cortometraje | Madre    | Nominada  |